# Каррейра, Серхио
Се́рхио Карре́йра Вилари́ньо (исп. Sergio Carreira Vilariño; родился 13 октября 2000, Виго, Испания) — испанский футболист, защитник клуба «Сельта». 

## Футбольная карьера
Серхио Каррейра - уроженец испанского города Виго. Футболом начинал заниматься в местной команде Корухо, в 12 лет перешёл в академию главного клуба города - Сельты. В детстве начинал на позиции нападающего, после переквалифицировался в правого защитника. С 2018 года - игрок второй команды. Дебютировал за неё 25 ноября 2018 года в поединке Сегунды В против «Интернасьональ де Мадрид». В сезоне 2018/2019 стал основным игроком команды, провёл 16 матчей.
Зачастую привлекался к тренировкам с основной командой. 17 октября 2020 года дебютировал в Ла Лиге, выйдя в стартовом составе на поединок против мадридского «Атлетико». Защитник провёл на поле 84 минуты и был заменён на Габри Вейга.